# Врангельський палац
Врангельський палац — палац, розташований у Стокгольмі на острові Ріддаргольм. З 1756 року у ньому розміщений Апеляційний суд. Палац був резиденцією королів у 1697–1754 роках.

## Історія

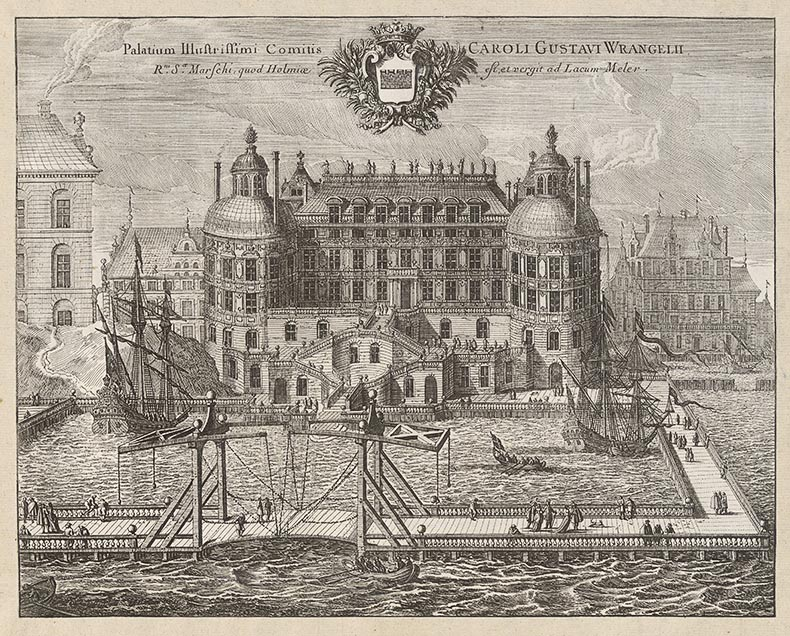
Врангельський палац в альбомі «Швеція давня і сучасна» (XVII ст.)

Південна вежа була частиною захисних укріплень споруджених за часів правління Густава Вази у 1530х роках. Приблизно 1630 році навколо неї звели палац для Ларса Ерікссон Спарре, шведського можновладця. З 1652 по 1670 архітектор Нікодемус Тессін перепроектував і розширив замок на замовлення графа Карла-Густава Врангеля. Після пожежі 1693 року палац заново відбудували і розширили. Через кілька років у пожежі був знищений королівська палац, тож у 1697 році Врангельський палац став резиденцією монарха держави аж до 1754, коли було
завершено Стокгольмський Королівський палац.